# Александер Ветмор
Френк Александр Ветмор (англ. Frank Alexander Wetmore; 18 червня 1886 — 7 грудня 1978) — американський орнітолог і палеонтолог. Секретар Смітсонівського інституту у 1945—1952 роках.

## Біографія
Френк Александр Ветмор народився у селищі Норт-Фрідом, штат Вісконсин. Був сином сільського лікаря. У нього виник інтерес до птахів ще у ранньому віці. Свою першу польову замальовку він зробив у віці восьми років (пелікан, якого побачив під час відпочинку у 1894 році). До 1900 року Ветмор опублікував свою першу статтю «Мій досвід з рудоволосим дятлом» у журналі Bird-Lore. У 1905 році вступив до університету Канзасу. Під час навчання він працював асистентом в університетському музеї під керівництвом Чарльза Д. Банкера. У 1912 році отримав ступінь бакалавра, ступінь магістра в 1916 році та докторський в 1920 р. в Університеті Джорджа Вашингтона . У 1910 році влаштувався працювати в Біологічному службу Департаменту сільського господарства.  У 1915 році він досліджував використання свинцевого дробу для причину загибелі водоплавних птахів. В цей же час працював над викопними птахами Palaeochenoides mioceanus та Nesotrochis debooyi.
З квітня 1923 по липень 1924 року Ветмор був провідним вченим експедиції Танаджер — серії з п'яти біологічних досліджень з вивчення флори, фауни та геології північно-західних Гавайських островів, атолу Джонстон та острова Вейк. У 1924 році Ветмор влаштувався до Смітсонівського інституту на посаду суперінтенданта Національного зоопарку у Вашингтоні, округ Колумбія У 1925 році Ветмор призначений помічником секретаря Смітсонівського інституту, ставши секретарем між 1945 і 1952 роками. У 1929 році він брав участь у Південно-морській експедиції Пінчо . У 1939 році він був обраний членом-кореспондентом Королівського союзу австралійських орнітологів.
Кілька таксонів птахів були названі в його честь, в тому числі крейдовий рід Alexornis а також танагри Wetmorethraupis sterrhopteron і Buthraupis wetmorei. На його честь також названі комахи, ссавці, земноводні, молюски та одна рослина, а також міст у Панамі та льодовик Ветмор в Антарктиці . Ветмор згадується в наукових назвах одного виду та двох підвидів плазунів: Ameiva wetmorei, Uromacer frenatus wetmorei та Anolis brevirostris wetmorei .